# Gheo Milev

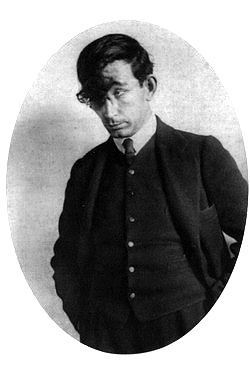
Gheo Milev

Gheorghi Milev Kasabov (în bulgară: Георги Милев Касабов, n. 27 ianuarie [S.V. 15 ianuarie] 1895 - d. după 15 mai 1925), cunoscut ca Gheo Milev, a fost un poet, jurnalist și traducător bulgar.
A scris versuri de factură simbolistă și o poezie militantă, patriotică în stilul lui Maiakovski, străbătută de patos umanist.
A fost și regizor de avangardă și a dus o activitate de orientare comuniste.
A editat publicația modernistă Wezni.

## Scrieri
- 1920: Jestokiat prăsten ("Inelul cruzimii")
- 1922: Ikonite peiat ("Icoanele dorm")
- 1924: Septemvri ("Septembrie").